# Steffen Bo Jensen
Steffen Bo Jensen (13.07.1966) er professor ved Institut for Politik og Samfund ved Aalborg Universitet. Hans forskning fokuserer på bander, politivold og menneskerettigheder i fattige og marginaliserede byområder især i Sydafrika og Filippinerne med mindre projekter i Tunesien, Kenya, Frankrig og Nicaragua.  

## Uddannelse og karriere
Steffen Bo Jensen er uddannet i International Development Studies ved Roskilde Universitet (RUC), hvor han også modtog sin Ph.d. fra i 2002.  
Siden 2005 har han været seniorforsker ved DIGNITY-Danish Institute Against Torture og siden 2015 har han været professor ved Aalborg Universitet, hvor han også er leder for forskningsenheden Global Refugee Studies. Siden 2015 har han været serieredaktør for Museum Tusculanum serien Critical Anthropology.
Han har også været rådgiver for udlændinge- og integrationsministeriet og det danske politi samt deltaget i debatter i danske såvel som internationale medier.

## Udvalgte forskningsaktiviteter
- 2019-2023: Co-PI, “Gangs, Gangsters and Ganglands” for ERC for research programme entitled, EUR2.450.000.
- 2014-2020: PI, “Violent Exchange as Urban Citizenship”, Danish Research Council for Social Science, DKK4.500.000
- 2014-2106:  Co-PI, “A Comparative Analysis of the Documentation of Torture and Ill-Treatment in Low-Income Countries”, the Economic and Social Research Council GBP458.000
- 2008-2012: PI“The Violent Organization of Political Youth” from the Danish Research Council for Culture and Communication (FKK) , DKK3.770.000.

## Udvalgte publikationer

### Bøger
- Communal Intimacy and the violence of politics – understanding the war on drugs in Bagong Silang, Philippines, forthcoming 2021, Connell University Press
- Gangs, politics and dignity in Cape Town, James Currey and Chicago University Press, 2008

### Redigerede samlinger
- Stuckness and Confinement: Reflections on Life in Ghettos, Camps and Prisons. Routledge (with S. Turner). 2019.
- Corruption and Torture: Violent Exchange as urban citizenship in the global South, Aalborg: Aalborg University Press (Co-edited with Andersen, M.) 2017.
- Histories of Victimhood (edited with Henrik Rønsbo). Philadelphia: Penn University Press 2014.
- Human Rights and State Violence: State officials in the South (edited with Andrew Jefferson). London Routledge. 2009

### Peer reviewed tidsskriftartikler og bogkapitler
- Ambiguous fear in the war on drugs: A reconfiguration of social and moral orders in the Philippines. Journal of Southeast Asian Studies, 51(1-2), 5-24, Warburg, A. B., & Jensen, S. (2020)
- Manila: Displacement, Resettlement, and the Productivity of Urban Divides. In Urban Forum (Vol. 31, No. 3, pp. 389-407), Jensen, S., Hapal, K., & Quijano, S. (2020, September).
- Kinship, Morality and Survival in Cape Town’s Prison–township Circuit, Ethnos: Journal of Anthropology, 84, 1: 41—55, (2019)
- Jefferson, A., Turner, S., & Jensen, S. Introduction: On stuckness and sites of confinement, Ethnos: Journal of Anthropology, 84, 1: 1-13 (2019).
- Policing the war on drugs and the transformation of urban space in Manila. Environment and Planning D: Society and Space, 0263775818817299 (with A. Warburg) (2019)
- Police violence and corruption in the Philippines: Violent exchange and the war on drugs. Journal of Current Southeast Asian Affairs, 37(2), 39-62 (with K. Hapal). (2018).
- Gendered Violence in Informal Settlements in Kenya (with Gudmundsen, L and Vestergaard, l) in Jensen, S. and Andersen, M. (eds) Corruption and Torture: Violent Exchange and the policing of the urban poor. Aalborg: Aalborg Universitetsforlag, s. 95-1192017.
- Torture and Ill-Treatment Under Perceived: Human Rights Documentation and the Poor, Human Rights Quarterly, 39, 2: 393-415 (with, Kelly, T., Andersen, M. K., Christensen, C. & Sharma, J). 2017.
- ‘The Problem with Templates: Learning from Organic Gang-Related Violence Reduction’. Stability: International Journal of Security and Development, 4(1), p.Art. 51. DOI: http://doi.org/10.5334/sta.gp (2015)[5] [6]